# 8-ма кавалерійська дивізія (Російська імперія)
8-ма кавалерійська дивізія — кавалерійське з'єднання в складі Російської імператорської армії. Входила до складу 8-го армійського корпусу.

## Історія

### Формування
- 1875—1918 — 8-ма кавалерійська дивізія

### Бойовий шлях
Активно діяла на етапі прикриття стратегічного розгортання російських армій наприкінці липня — початку серпня 1914 року.
До січня 1918 року 8-ма кавалерійська дивізія, з доданою артилерією, яка перебувала в складі 6-ї армії, була українізована.

## Склад дивізії
- 1-ша бригада (Тирасполь)
  - 8-й драгунський Астраханський генерал-фельдмаршала Великого Князя Миколи Миколайовича полк
  - 8-й уланський Вознесенський Ї. І. В. Великої Княжни Тетяни Миколаївни полк
- 2-га бригада (Одеса)
  - 8-й гусарський Лубенський полк
  - 8-й Донський козацький генерала Іловайського 12-го полк
- 8-й кінно-артилерійський дивізіон (Кишинів)
  - 15-я кінно-артилерійська батарея (Кишинів)
  - 1-ша Донська козача батарея (Бендери)

## Командування дивізії

### Начальники дивізії
- 27.07.1875 — 30.08.1885 — генерал-майор (з 30.08.1876 генерал-лейтенант) князь Манвелов Олександр Миколайович
- 30.08.1885 — 14.11.1894 — генерал-майор (з 30.08.1886 генерал-лейтенант) Бороздин Георгій Олександрович
- 24.11.1894 — 28.11.1897 — генерал-майор (з 14.05.1896 генерал-лейтенант) Хрульов Микола Степанович
- 30.12.1897 — 25.01.1899 — генерал-майор Марков Михайло Іларіонович
- 02.03.1899 — 23.11.1904 — генерал-майор (з 06.12.1899 генерал-лейтенант) Бекман Володимир Олександрович
- 07.02.1905 — 18.02.1910 — генерал-лейтенант Дембський Костянтин Варфоломійович
- 18.02.1910 — 25.02.1912 — генерал-лейтенант Верба Федір Семенович
- 25.02.1912 — 05.02.1915 — генерал-лейтенант Зандер Георгій Олександрович
- 05.02.1915 — 02.01.1916 — генерал-майор Кисельов Леонід Петрович
- 02.01.1916 — 16.04.1917 — генерал-майор Красовський Олександр Аполлінаріевіч
- 16.04.1917 — 30.04.1917 — генерал-майор Залеський Петро Іванович
- З 22.05.1917 — генерал-майор Мономахов Олександр Володимирович